# Deitenbach

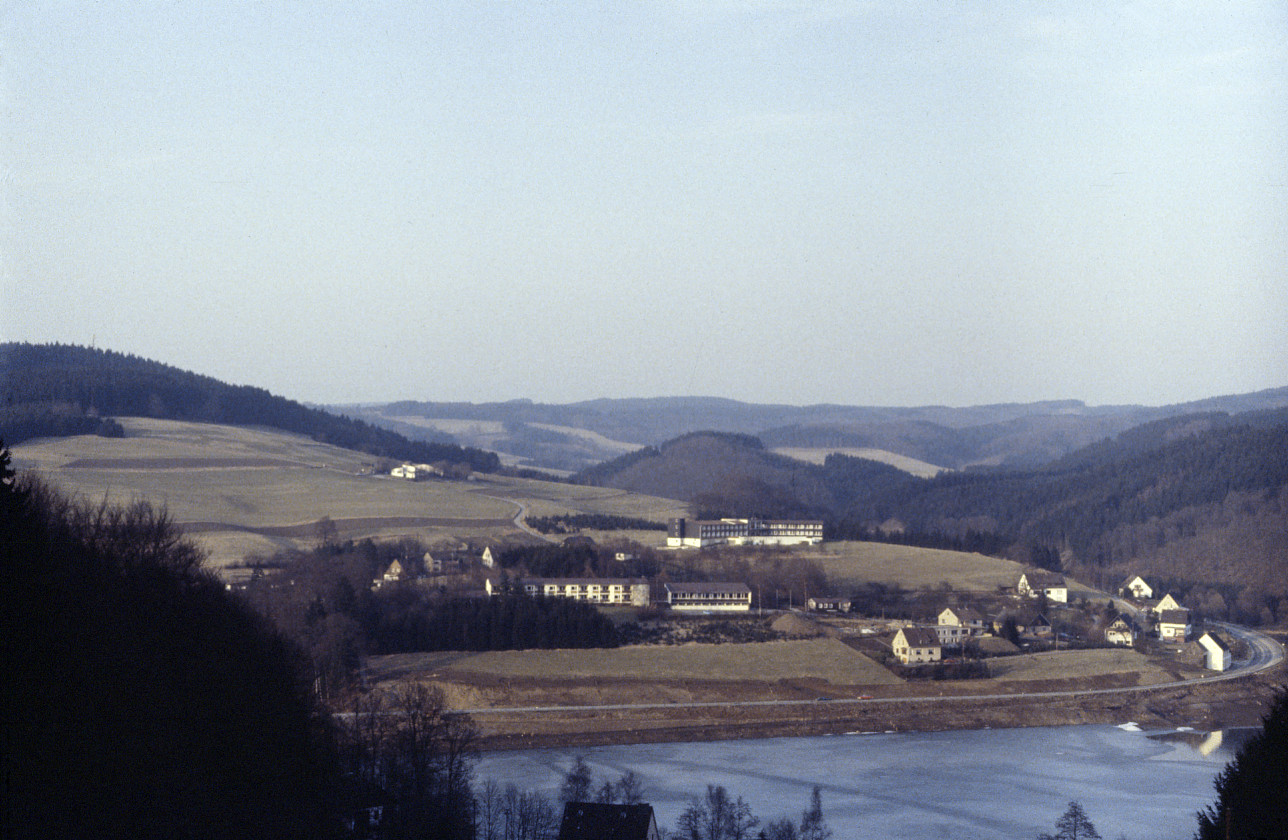
Blick auf Deitenbach aus Richtung Bruch. Bildmitte rechts: Haus Aggertal; Bildmitte links: Sportlererholungsheim

Deitenbach ist ein Ortsteil von Gummersbach im Oberbergischen Kreis im südlichen Nordrhein-Westfalen, Deutschland.

## Geographie
Deitenbach befindet sich fast auf halber Strecke zwischen den Stadtzentren Gummersbachs (Entfernung ca. 9,5 km) und Meinerzhagens (etwa 8 km) und wird tangiert von der Landstraße 323, Hauptverbindung zwischen den beiden Kreisstädten. Der Ort besteigt einen Ausläufer des Unnenberges nördlich oberhalb des Vorstaus der Aggertalsperre.

## Geschichte
Deitenbach bedeutet nichts anderes als Tiefenbach. Mundartlich würde sich zwar Deipenbecke bzw. Deipenbach ergeben. Es liegt hier aber eine Ableitung aus dem Substantiv deite Tiefe vor.
1473 wurde der Ort erstmals urkundlich erwähnt: Im Richtschein des Stilkinger Lehngerichts wird unter den Gerichtsbesitzern Clas van Deypenbeck genannt.
Ein Teil der Ortschaft fiel 1927/1928 ebenso wie Wohn- und Wirtschaftsgebäude des Nachbarorts Bruch dem Bau der Aggertalsperre zum Opfer.

## Wirtschaft und Industrie
Im oberen Teil des Ortes liegt Haus Aggertal, mit über 100 Betten eins der größten Pflegeheime der Region; unten an der L 323 hat 2005 eine kieferchirurgische Tagesklinik eröffnet.

## Kultur
In Deitenbach unterhält der Fußballverband Niederrhein ein Erholungsheim und Freizeitlager.

## Verkehr
Die Haltestelle von Deitenbach wird über die Buslinie 318 (Gummersbach - (Niedernhagen -) Lieberhausen / Piene / Pernze) angeschlossen.